# Razpotja (zbirka)
Razpotja je naslov slovenske knjižne zbirke pri založbi Obzorja v Mariboru, ki je med letoma 1962 in 2001 objavljala literarne kritike, eseje in razprave. Zbirka obsega 49 izdaj, najbolj dejaven je bil Jože Pogačnik s štirimi knjigami, sledijo mu Taras Kermauner s tremi in Josip Vidmar, France Vodnik, Vasja Predan, Jože Šifrer, Janez Rotar, Bojan Štih ter Drago Bajt s po dvema knjigama.